# رزق (اسم)
رزق هو اسم علم مذكر من أصل عربي، ومعناه هو كل ما ينتفع به رزق.

## شخصيات تحمل الاسم
- رزق الله حسون (1825[3] – 1880[3])
- رزق الله محمد عبد الرحيم (13 مايو 1978 – )
- رزق خليل حبة (1918 – 2004)

## وصلات خارجية
- موسوعة السلطان قابوس لأسماء العرب نسخة محفوظة 5 أبريل 2019 على موقع واي باك مشين.